# Chanville
Chanville település Franciaországban, Moselle megyében. Lakosainak száma 149 fő (2022. január 1.). Chanville Ancerville, Hémilly, Villers-Stoncourt, Vittoncourt és Voimhaut községekkel határos.

## Népesség
A település népességének változása:
| Lakosok száma | 105  | 98   | 104  | 123  | 125  | 128  | 133  | 147  | 148  | 149  |
|               | 1968 | 1982 | 1990 | 2006 | 2013 | 2015 | 2017 | 2019 | 2020 | 2022 |